# Fluage
Le fluage est le phénomène physique qui provoque la déformation irréversible différée (c'est-à-dire non instantanée) d’un matériau soumis à une contrainte constante (notée {\displaystyle \sigma _{0}}), même inférieure à la limite d'élasticité du matériau, pendant une durée suffisante. Le fluage ainsi que la relaxation de contrainte sont deux méthodes en quasi statique de caractérisation des matériaux visqueux (cas du béton).

## Tests et mesures

Essai de fluage à chaud.

Ils servent notamment à tester et prédire les déformations et dégradation des constructions (ponts, bâtiments réacteurs (BR) de centrales nucléaires en béton précontraint, etc.) qui influeront sur leurs performances et qualité au cours de leur vieillissement ou en cas d'aléa sismique.
En pratique, lors d'essais de fluage, les éprouvettes sont le plus souvent soumises à une force constante appelée sollicitation. La contrainte est alors constante, tant que la variation de section de l'éprouvette reste très faible. La contrainte est définie comme le rapport de la force appliquée à l'aire de la section (c'est-à-dire une pression). La déformation (le déplacement relatif) {\displaystyle \varepsilon _{0}(t,\sigma _{0}}) qui en résulte dépend en général des conditions extérieures à la pièce : temps (t), valeur de la contrainte, température, pression, etc.
Il y a deux types de comportement liés au fluage : le comportement viscoélastique que l'on rencontre principalement dans les polymères et le comportement viscoplastique qui concerne plutôt les métaux et céramiques.
La déformation lors de l'essai est la somme de la déformation élastique, instantanée, et de la déformation visqueuse due à l'écoulement visqueux et qui est parfois appelée « élasticité retardée ».
Concernant ce type d'essai mécanique, deux cas se présentent :
- pour un essai de traction, un poids est imposé à une éprouvette (utilisation d'une masse suspendue) ;
- tandis que pour un essai de cisaillement, un couple de torsion est imposé.

L'expérience de fluage peut être contrôlée en mesurant l'allongement de l'éprouvette après avoir retiré la contrainte appliquée. Le matériau a subi une déformation permanente (ou résiduelle) reliée à l'écoulement irréversible. Ce phénomène concerne surtout les fluides viscoélastiques. Plus la durée d'application de la contrainte a été longue, plus la déformation permanente est importante.
Dans le cas d'un polymère, le fluage a pour origine le phénomène de glissement des chaînes macromoléculaires les unes par rapport aux autres. Pour éviter ce phénomène d'écoulement, il faut diminuer le glissement. Une solution consiste à procéder à la réticulation du polymère, qui créera des liaisons covalentes entre ses chaînes (pontage). La déformation du solide viscoélastique obtenu sera plus faible que celle du matériau fluide.

## Modes

Fluages primaire, secondaire et tertiaire.

Lors d'un essai mécanique de fluage, réalisé avec une éprouvette soumise à une contrainte et une température constantes, l'allongement est mesuré en fonction du temps. La courbe ainsi obtenue présente trois zones différentes, de comportements différents. Il s'agit des trois modes de fluage :
- fluage primaire, déformation rapide, régime transitoire ;
- fluage secondaire, le mieux connu, permettant le dimensionnement de pièces mécaniques, le taux (la vitesse) de déformation est approximativement constant; Dans le cas de matériaux viscoplastiques, c'est le domaine d'application de la loi de Norton-Hoff ;
- fluage tertiaire, endommagement final de l'éprouvette, rupture de vésicules.

## Exemples
- Les glaciers s'écoulent sous leur propre poids car la glace flue[1].
- La tectonique des plaques repose sur la déformation ductile par fluage dans la croûte inférieure et par fluage généralisé dans le manteau lithosphérique : les roches sont solides et élastiques à court terme dans ces enveloppes externes de la terre mais, soumises à une contrainte constante et étant donné les conditions de pression et de température à l'intérieur de la Terre, elles se déforment très lentement (mm/an ou cm/an) par fluage plastique, et peuvent se décrire comme des fluides très visqueux à l'échelle de temps de la dizaine de milliers d'années[2].
- Une pièce métallique chauffée au rouge peut être déformée comme une pâte. En effet, à très haute température, les métaux se comportent comme des fluides viscoélastiques[3].
- Une étagère de panneau de particules fléchit après quelques années sous un poids constant.
- Une aube de réacteur d'avion est soumise à la force centrifuge ainsi qu'à une température élevée lors du fonctionnement. Le fluage d'aubes de turbine constitue un mode de ruine des aubes de turbine, limitant leur durée de vie.
- En peinture d'art, la forte déformation de la toile due au poids des matériaux : toile et masse picturale.